# يولانده ساب
يوهانا كاتارينا ماريا «يولانده» ساب (من مواليد 22 مايو 1963) سياسية هولندية ومعلمة وموظفة حكومية سابقة. لكونها عضو في حزب اليسار الأخضر، حَلَت محل فيناند دوفيداك كنائبة في مجلس النواب في 3 سبتمبر 2008، عقب استقالته. وكانت قد حَلَت مؤقتاً محل ماريكو بيترز من اليوم السابق الذي حصلت فيه على إجازة والدية. ومن 16 ديسمبر 2010 إلى 5 أكتوبر 2012 كانت زعيمة الحزب وكذلك زعيمة برلمانية في مجلس النواب، لتحل محل فمكا هالسما التي أعلنت اعتزالها المجال السياسي اعتباراً من ذلك التاريخ.

## التعليم
درست ساب الاقتصاد في جامعة تيلبورغ بين عامي 1981 و1989 حيث تخصصت في الاقتصاد السياسي والفلسفة.

## حياتها المهنية
بين عامي 1985 و1988، كانت ساب مساعدة طلابية ومنسقة في قسم التعاون الإنمائي. واصلت العمل في جامعة أمستردام كباحثة لمدة ثلاث سنوات. ودَرَسَت الفرق في الأجور بين الرجال والنساء. بعد ذلك أصبحت باحثة مشاركة في مجلس التحرر الحكومي. أطلقت «خارج الهامش»: وهما مؤتمران دوليان حول الاقتصاد النسوي في عامي 1992 و1998. أدى ذلك إلى إصدار كتاب بعنوان «خارج الهامش: وجهات نظر نسوية في الاقتصاد» والذي حررته مع سوزان فاينر. منذ 1993 كانت نشطة في حزب اليسار الأخضر، كعضوة ضمن لجنته الاقتصادية.
في 1996 بدأت العمل في وزارة الشؤون الاجتماعية والعمل، حيث قدمت المشورة لكبار موظفي الخدمة المدنية بشأن سياسة التحرر والتخطيط مدى الحياة (الجمع بين العمل والرعاية والتعليم طوال الحياة)، بالإضافة إلى سياسة الرواتب والدخل ومعاشات التقاعد.
في 2003 تركت الوزارة لتصبح مديرة مركز (LIFTijd) «العمر». أعادت توجيه المركز في قضايا جديدة مثل التطورات السكانية في هولندا وسياسة التخطيط مدى الحياة. في 2006، شاركت في تأليف برنامج انتخابات حزب اليسار الأخضر. وجاءت في المركز الثامن في قائمة مجلس النواب لانتخابات 2006. فاز الحزب بسبعة مقاعد فقط. في 2007، أصبحت عضواً في الفريق المعني بمبادئ لجنة فان أوجيك، التي ستنظم المناقشة المؤدية إلى بيان جديد للمبادئ. في 2008 تركت مركز العمر للتفرغ. في أغسطس 2008، أُعلنت أنها ستحل محل فيناند دوفيداك، الذي كان يّهِم بمغادرة مجلس النواب.
بعد الانتخابات الوطنية في 12 سبتمبر 2012، انخفض حجم تمثيل حزب اليسار الأخضر داخل مجلس النواب من 10 مقاعد إلى 4 مقاعد. في 5 أكتوبر 2012، اضطرت يولانده ساب إلى التنحي كزعيمة في مجلس النواب بضغوط من مجلس الحزب. بعد بضعة أيام، أصبح برام فان أوجيك الزعيم الجديد في مجلس النواب.
ساب متخصصة في القضايا الاجتماعية والاقتصادية. تُقدر الاستقلال الاقتصادي كشرط مهم للحرية وتسعى إلى تحفيز التحرر ومحاربة الاستبعاد الاجتماعي. وهي تريد العمل على السياسات العملية التي من شأنها أن تُطبق مبادئ حزب اليسار الأخضر مثل الإدراك الذاتي والإنصاف والاستدامة.